# Contea di Huining
La contea di Huining (会宁县S, Huìníng XiànP) è una contea della Cina, situata nella provincia del Gansu.